# Jack Trout
Jack Trout (Manhattan, 1935 - Greenwich, Connecticut, 5 de junio de 2017) fue un publicista estadounidense, propietario de la consultoría Trout & Partners y creador de la teoría y metodología del posicionamento.

## Career
Trout comenzó su carrera el departamento de publicidad de General Electric. De aquí, se convirtió en mánager de la división de publicidad de Uniroyal. Posteriormente, se unió a Al Ries en la agencia de publicidad y márketing donde trabajaron juntos durante 26 años.
Fue fundador y presidente de la firma de estrategia internacional de marketing "Trout and Partners". La firma está representada en oficinas en muchos países de todo el mundo, incluidos los mercados emergentes. Trout trabajó con un gran número de clientes como AT&T, Apple, Citicorp, General Electric, Hewlett-Packard, IBM, Pfizer, Procter & Gamble, Southwest Airlines y Xerox. Cuando trabajó con la cadena de restaurantes de pizza Papa John's, Trout estuvo muy involucrado en la invención del eslogan de la cadena "mejores ingredientes, mejor pizza."
En otoño de 2002, Trout comenzó a trabajar con el Departamento de Estado de los Estados Unidos con el fin de "capacitar a nuevos diplomáticos en el arte de proyectar una imagen positiva de Estados Unidos en el extranjero" como parte de la campaña "Brand America", que buscaba mejorar la opinión pública sobre el futuro Guerra de IraK.
Trout murió de un cáncer intestinal en su casa de Old Greenwich, Connecticut, a los 82 años.

## Obras
- «Big Brands, Big Trouble: Lessons Learned the Hard Way». John Wiley & Sons (Nueva York). 2001. ISBN 978-0471263036.[6]
- «A Genie's Wisdom: A Fable of How a CEO Learned to Be a Marketing Genius». John Wiley & Sons (Nueva York). 2002. ISBN 978-0471236085.[7]
- «Jack Trout on Strategy». McGraw-Hill Education (Nueva York). 2004. ISBN 978-1259589621. (requiere registro).[8]
- «In Search of the Obvious: The Antidote for Today's Marketing Mess». John Wiley & Sons (Nueva York). 2008. ISBN 978-0470288597.[9]

Con Steve Rivkin
- «The New Positioning: The Latest on the World's #1 Business Strategy». McGraw-Hill Education (Nueva York). 1996. ISBN 978-0070653283.[10]
- «The Power of Simplicity». McGraw-Hill Education (Nueva York). 1998. ISBN 978-0071373326.[11]
- «Differentiate or Die». John Wiley & Sons (Nueva York). 2000. ISBN 978-0471028925. (requiere registro).[12]
- Repositioning: Marketing in an Era of Competition, Change, and Crisis. Nueva York: McGraw-Hill Education. 2010. ISBN 978-0071635592.

Con Al Ries
- Positioning: The Battle for Your Mind. Nueva York: McGraw-Hill Education. 1981. ISBN 0-07-137358-6.[3]
- Marketing Warfare. Nueva York: McGraw-Hill Education. 1986. ISBN 9780070527300. (requiere registro).[13]
- Bottom-Up Marketing. Nueva York: McGraw-Hill Education. 1989. ISBN 978-0070527331.[14]
- Horse Sense: The Key to Success Is Finding a Horse to Ride. Nueva York: McGraw-Hill Education. 1990. ISBN 978-0070527355.
- The 22 Immutable Laws of Marketing. Nueva York: HarperCollins. 1993. ISBN 978-0887306662. (requiere registro).[15]